# Alois von Anreiter
Alois von Anreiter (* 16. Juni 1803 in Bozen; † 30. September 1882 in Wien) war ein österreichischer Miniaturmaler.

## Leben
Alois von Anreiter entstammte ärmlichen Verhältnissen wirkte von 1816 bis 1825 in einer Handlung. Es drängte ihn aber zur Kunst, und so gab er das Geschäft auf. Er begann sich der Kunst zu widmen, wobei er keine Unterstützung  fand. Zunächst befasste er sich mit der Ölmalerei, sah sich wegen seiner Gesundheit aber gezwungen, zur Miniatur- und Aquarellmalerei überzugehen. In den Jahren 1851 bis 1853 stellte der neue österreichische Kunstverein,  deren Mitglied er war, einige von Anreiters Werken aus.
Auch schrieb von Anreiter einige Aufsätze über die Kunst für Ludwig August Frankl von Hochwarts Sonntagsblätter. Am 30. September 1882 starb er 79-jährig in Wien. Dort wurde 1956 nach ihm die Anreitergasse benannt.

## Werke

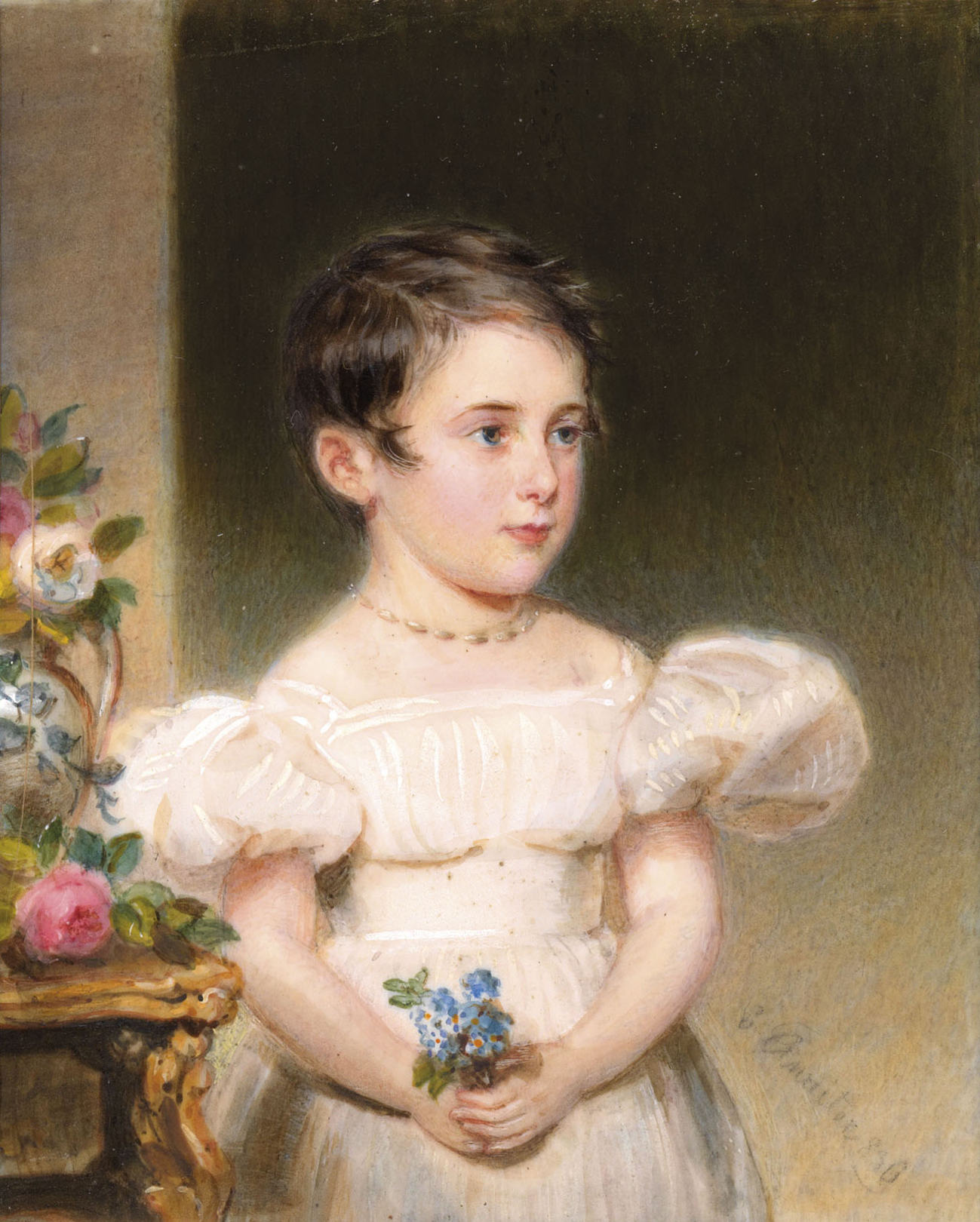
Kind mit Blumenstrauß (1830)

Von Anreiter wurde für seine Porträts berühmter Personen, besonders Adlige, bekannt. Er porträtierte unter anderem den Grafen und die Gräfin Bombelles, den Grafen und die Gräfin Széchenyi, den Erzbischof Othmar van Rauscher, die Comtesse Podstatzki-Lichtenstein, den Grafen Hardegg, der Gräfin O’Donnell, die Gräfin Pankofska sowie eine Gruppe von Kindern.